# قسم زنجيرة الريفي (مقاطعة تشرداول)
قسم زنجيرة الريفي (بالإنجليزية: Zanjireh Rural District)‏ هي منطقة سكنية تقع في محافظة إيلام في إيران. يقدر عدد سكانها بـ 3,584 نسمة .